# Corymbia scabrida
Corymbia scabrida là một loài thực vật có hoa trong Họ Đào kim nương. Loài này được (Brooker & A.R.Bean) K.D.Hill & L.A.S.Johnson mô tả khoa học đầu tiên năm 1995.